# Pavla Schönová
Pavla Schönová (* 19. srpna 1955 Frýdek-Místek) je česká klavíristka.

## Život
V letech 1970–1976 vystudovala Státní konzervatoř v oboru klasický klavír. V letech 1973 až 1979 působila v divadle Husa na provázku. V roce 1978 tvořila hudební skript filmu Balada pro banditu. V letech 1985–2014 režisérka v Českém rozhlasu. V letech 1995–2010 hudební spolupráce s divadlem Viola. V letech 1990–1996 absolvovala Konzervatoř Jaroslava Ježka obor jazzový klavír. V roce 1997 začala pravidelně vystupovat v pražské Redutě. V roce 2000 se stala vedoucí skupiny Classic Goez Jazz. V roku 2009 vytvořila klavírní duo s Emilem Viklickým v projektu Jazzové dialogy. Má tři děti.

## Diskografie
- 2012: Jazzové dialogy (CD, s Emilem Viklickým)